# Poecilopharis schochi
Poecilopharis schochi är en skalbaggsart som beskrevs av Paul Norbert Schürhoff 1935. Poecilopharis schochi ingår i släktet Poecilopharis och familjen Cetoniidae.

## Underarter
Arten delas in i följande underarter:
- P. s. buloloensis
- P. s. lufaensis